# 北日本エネルギー
北日本エネルギー株式会社（きたにほんエネルギー、英: Kitanihon Energy Co., Ltd.）は、東京都中央区日本橋蛎殻町に本社を置くエネルギー販売会社。コスモ石油の大手特約店であり、北海道・東北・関東を中心に石油製品の販売、車両関連事業、舶用燃料供給などを展開している。
本法人は1959年に設立された「北日本石油株式会社」を前身としている。それが2025年7月1日付で持株会社体制へ移行したのに伴い、事業会社としての機能を新設分割会社「北日本エネルギー株式会社」に承継した。これにより、旧・北日本石油株式会社は「北日本エネルギーホールディングス株式会社」へ商号変更され、グループ全体の経営管理を担う持株会社となった。本記事では、事業の実体を引き継ぐ北日本エネルギー株式会社について記述する。

## 沿革
函館市上磯町に製油所があった旧北日本石油株式会社の販売部門を引継ぎ、昭和34年9月16日に資本金1,000万円で創立された。その後、昭和39年6月に6,000万円、昭和43年12月に8,000万円、さらに昭和61年9月、9,000万円に増資し現在に至っている。
昭和47年4月に新釧路石油株式会社（釧路市）、昭和50年1月に東北タイムス石油株式会社（盛岡市）、昭和53年1月にタイムス石油株式会社（札幌市）および高野石油株式会社（札幌市）、昭和62年8月に郡山オイルサービス株式会社（郡山市）を合併した。
平成9年10月に津軽コスモ石販株式会社（弘前市）、平成10年7月にツタイ商事株式会社の給油所部門（札幌市・函館市）、9月に浜石油販売株式会社（札幌市・苫小牧市）、11月に北海道コスモ石販株式会社（網走市・北見市）、12月に会津コスモ株式会社（会津若松市）の営業権を継承した。

## 概要
コスモ石油の大手特約店であり、販売地域は主として北海道、東北、関東と広範囲におよんでいる。特約店の数は、2018年現在でおよそに72か所にのぼる。
陸上および海上船舶用の石油製品の供給にも力を入れている。
陸上では、一般家庭の暖房用灯油から工事現場で使用する重機燃料の軽油、法人や官公庁施設の重油まで、幅広い取引先への配送を行っている。
海上では、全社で15隻のバージ船を所有し、漁船、商船、作業船とありとあらゆる船舶に対し、舶用燃料油や潤滑油を供給している。バージ船は別名はしけ船とも呼ばれ、重い荷を水上輸送するなどの目的で用いられる船舶である。
北日本石油株式会社の現在の業務を箇条書きにまとめると以下のようになる。
- 揮発油、灯油、重油等の石油製品、グリース、アスファルト等の石油副製品および原料油の販売、輸出入ならびに加工
- 芳香族等の石油化学製品および液化石油ガスの販売ならびに加工
- 自動車の検査、整備、修理および洗車

- 中古自動車ならびに自動車の中古部品および中古用品の販売

- 新エネルギー、関連商品の企画、管理、販売ならびに発電事業※
- 内航船舶の貸渡し業ならびに船舶、車両による運輸
- 生命保険の募集に関する業務ならびに損害保険代理業および自動車損害賠償保証法に基づく保険代理業

### 発電事業
発電事業に取り組んでいる。2019年9月現在、3か所の自社サービスステーション（ガソリンスタンド）で屋根を利用した太陽光発電を行っている。ほかにも、9か所の太陽光発電所、4か所の小形風力発電所で発電事業を行っている。合計で一般家庭約3,000世帯分に相当する電力量を発電している。

## 文学との関係

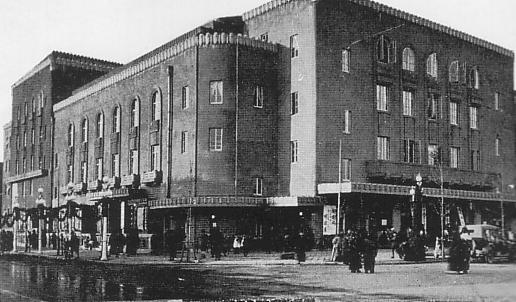
北日本ビルと清澄橋通りを挟んで対面にあった戦前の明治座

### 作家 清水一行と北日本ビル
かつては日本橋浜町に自社ビルがあった。2003年10月に日本橋蛎殻町へ移転する前の社屋である。その旧社屋は、小説の舞台となった。
清水一行の『札束時代―赤たん褌』で、徳間文庫(1982年)と角川文庫(1990年)が上梓されている。以下があらすじ。
やくざ上がりの賭博師 春本竜作が、戦時中にアメリカ兵捕虜を助けたことから、終戦後、GHQから大金を得て、それを元手に建設会社の社長に変身。平たくいえば土建屋である。だが、主人公は女好きで、次から次へと愛人をつくる。やがて、そのことが原因で全財産を失う。洪水のように儲け、豪雨のように浪費し、男の夢（？）腹上死を遂げた快男児の痛快一代記。赤褌は女房が締めさせた浮気封じだった。
清水一行は、高杉良、城山三郎とならぶ経済小説の第一人者である。
日本橋浜町の自社ビルは、北日本ビルと称していて、外壁の一部が剥離するなど、構造的な問題が起こるまでは、北日本石油の社屋として機能していた。2階が北日本石油（株）東京支店で、3階が北日本石油（株）本社、5階は同営業部と社長室、6階が会議室であった。
この北日本ビルだが、1936年（昭和11年）の火災保険地図には、同じ場所に、優生病院（6階建）との記載があり、これは中村庸二建築事務所ホームページにある、濱町ビルヂングである。
1945年（昭和20年）3月10日の東京大空襲の直後の写真を閲覧すると、一面が焼け野原となった日本橋浜町界隈には、久松警察署と久松小学校、それに明治座と清洲橋通りをはさんで、当該ビルが焼け残っている。当時は、この建物を「焼きビル」と称していた。（右写真参照）
この焼きビルが、優生病院であり、その優生病院は濱町ビルヂングに入っていた。
それが、1969年（昭和44年）の地図には、新田ビル、とある。その新田ビルを北日本石油株式会社が買い取った。歴代の北日本石油の社員の間では、焼きビルは、解体ではなく、リフォームで新田ビルになった、と伝わっている。
つまり、濱町ビルヂング（優生病院）→ 焼きビル → 新田ビル → 北日本ビルという変遷を辿った、とみることもできる。
この新田ビルが、清水一行の小説『札束時代―赤たん褌』の舞台のひとつとなっているのだ。主人公の春本竜作のモデルは、新田建設社長の、新田新作である。
ちなみに、北日本ビルと清洲橋通りをはさんで向かいに建つ明治座も、1945年（昭和20年）の東京大空襲で焼けたが、それを復興すべく、新しい明治座の建物を建設したのが、この新田建設である。新田新作は、その明治座の社長にまでなっている。
この一帯（浜町、人形町）は、関東大震災（大正12年）や第2次世界大戦（昭和20年終戦）を契機に浅草に繁華街が移るまで、江戸時代からの花街としてにぎわっていた。1980年代前半（昭和55年から昭和59年）には、まだ、浜町芸者をときおり見かけたし、三味線の練習の音も漏れ聞こえていた。「浮いた浮いたと浜町河岸に……」という歌にもあるとおり、料亭も数多く存在する、粋な街であった。

### エッセイスト 小山次男
また、小山次男というエッセイストが以前、北日本石油株式会社公式ウェブサイトの片隅を借り、Coffee Break Essay を執筆していた。2000年6月から2019年12月までの19年半にわたり272点の作品を掲載した。以下が、その小山次男による Coffee Break Essay 閉店の辞である。 
2020年1月、私は60歳に到達し、1月31日をもって北日本石油㈱を定年退職となり、グループ会社に転籍します。 40歳を機にエッセイを書き始め、ちょうど20年になります。Coffee Break Essay は2000年6月がスタートですので、 19年半おつきあいいただいたことになります。現在、Coffee Break Essayは、月間総アクセス件数が15,000件を超え、うち海外からのアクセスは 200件/月になります。2014年に統計を取り出してからの延べ総国数は、ちょうど140カ国になりました。
Coffee Break Essayも今回をひとつの区切りとして、これにておしまいにします。長らくのおつきあいに感謝申し上げます。今後は、本拠地をAmebaブログに移し、引き続き発信を続けてまいります。なお、Amebaブログにアップしている過去の作品は、全作再校正をしています。あなたの琴線に触れる作品が見つかれば、幸いです。
ありがとうございました。